# Lijst van Amerikaanse ministers van Economische Zaken
De minister van Economische Zaken (Engels: Secretary of Commerce) leidt het ministerie van Economische Zaken van de Verenigde Staten. 
| Nr.    | Minister van Economische Zaken en Arbeid Secretary of Commerce and Labor | Minister van Economische Zaken en Arbeid Secretary of Commerce and Labor | Minister van Economische Zaken en Arbeid Secretary of Commerce and Labor | Ambtstermijn                 | Ambtstermijn      | Partij(en)      | President(en)                         | Kabinet(en)    |
| ------ | ------------------------------------------------------------------------ | ------------------------------------------------------------------------ | ------------------------------------------------------------------------ | ---------------------------- | ----------------- | --------------- | ------------------------------------- | -------------- |
| 1      |                                                                          | George Cortelyou                                                         | George Cortelyou (1862–1940)                                             | 18 februari 1903             | 1 juli 1904       | R               | Theodore Roosevelt (1901–1909)        | T. Roosevelt   |
| 2      |                                                                          | Victor Metcalf                                                           | Victor Metcalf (1853–1936)                                               | 1 juli 1904                  | 16 december 1906  | R               | Theodore Roosevelt (1901–1909)        | T. Roosevelt   |
| 3      |                                                                          | Oscar Straus                                                             | Oscar Straus (1850–1926)                                                 | 16 december 1906             | 4 maart 1909      | R               | Theodore Roosevelt (1901–1909)        | T. Roosevelt   |
| 4      |                                                                          | Charles Nagel                                                            | Charles Nagel (1849–1940)                                                | 4 maart 1909                 | 4 maart 1913      | R               | William Howard Taft (1909–1913)       | Taft           |
| Nr.    | Minister van Economische Zaken Secretary of Commerce                     | Minister van Economische Zaken Secretary of Commerce                     | Minister van Economische Zaken Secretary of Commerce                     | Ambtstermijn                 | Ambtstermijn      | Partij(en)      | President(en)                         | Kabinet(en)    |
| 1      |                                                                          | William Redfield                                                         | William Redfield (1858–1932)                                             | 6 maart 1913                 | 31 oktober 1919   | D               | Woodrow Wilson (1913–1921)            | Wilson         |
| Vacant |                                                                          |                                                                          |                                                                          |                              |                   |                 | Woodrow Wilson (1913–1921)            | Wilson         |
| 2      |                                                                          | Joshua Alexander                                                         | Joshua Alexander (1852–1936)                                             | 19 december 1919             | 4 maart 1921      | D               | Woodrow Wilson (1913–1921)            | Wilson         |
| 3      |                                                                          | Herbert Hoover                                                           | Herbert Hoover (1874–1964)                                               | 4 maart 1921                 | 22 augustus 1928  | R               | Warren Harding (1921–1923)            | Harding        |
| 3      | Calvin Coolidge (1923–1929)                                              | Herbert Hoover                                                           | Herbert Hoover (1874–1964)                                               | 4 maart 1921                 | 22 augustus 1928  | R               | Coolidge                              |                |
| 4      | Calvin Coolidge (1923–1929)                                              |                                                                          | William Whiting                                                          | William Whiting (1864–1936)  | 22 augustus 1928  | 4 maart 1929    | Coolidge                              | R              |
| 5      |                                                                          | Robert Lamont                                                            | Robert Lamont (1867–1948)                                                | 4 maart 1929                 | 8 augustus 1932   | R               | Herbert Hoover (1929–1933)            | Hoover         |
| 6      |                                                                          | Roy Chapin                                                               | Roy Chapin (1880–1936)                                                   | 8 augustus 1932              | 4 maart 1933      | R               | Herbert Hoover (1929–1933)            | Hoover         |
| 7      |                                                                          | Daniel Roper                                                             | Daniel Roper (1867–1943)                                                 | 4 maart 1933                 | 24 december 1938  | D               | Franklin Delano Roosevelt (1933–1945) | F.D. Roosevelt |
| 8      |                                                                          | Harry Hopkins                                                            | Harry Hopkins (1890–1946)                                                | 24 december 1938             | 18 september 1940 | D               | Franklin Delano Roosevelt (1933–1945) | F.D. Roosevelt |
| 9      |                                                                          | Jesse Jones                                                              | Jesse Jones (1874–1956)                                                  | 18 september 1940            | 1 maart 1945      | D               | Franklin Delano Roosevelt (1933–1945) | F.D. Roosevelt |
| 10     |                                                                          | Henry Wallace                                                            | Henry Wallace (1888–1974)                                                | 1 maart 1945                 | 20 september 1946 | D               | Franklin Delano Roosevelt (1933–1945) | F.D. Roosevelt |
| 10     |                                                                          | Henry Wallace                                                            | Henry Wallace (1888–1974)                                                | 1 maart 1945                 | 20 september 1946 | D               | Harry S. Truman (1945–1953)           | Truman         |
| [ 5 ]  |                                                                          | Alfred Schindler                                                         | Alfred Schindler (1894–1987)                                             | 20 september 1946            | 7 oktober 1946    | R               | Harry S. Truman (1945–1953)           | Truman         |
| 11     |                                                                          | William Averell Harriman                                                 | William Averell Harriman (1891–1986)                                     | 7 oktober 1946               | 22 april 1948     | D               | Harry S. Truman (1945–1953)           | Truman         |
| Vacant |                                                                          |                                                                          |                                                                          |                              |                   |                 | Harry S. Truman (1945–1953)           | Truman         |
| 12     |                                                                          | Charles Sawyer                                                           | Charles Sawyer (1887–1979)                                               | 6 mei 1948                   | 20 januari 1953   | D               | Harry S. Truman (1945–1953)           | Truman         |
| 13     |                                                                          | Sinclair Weeks                                                           | Sinclair Weeks (1893–1972)                                               | 20 januari 1953              | 10 november 1958  | R               | Dwight D. Eisenhower (1953–1961)      | Eisenhower     |
| Vacant |                                                                          |                                                                          |                                                                          |                              |                   |                 | Dwight D. Eisenhower (1953–1961)      | Eisenhower     |
| [ 5 ]  |                                                                          | Lewis Strauss                                                            | Lewis Strauss (1896–1974)                                                | 12 november 1958             | 30 juni 1959      | R               | Dwight D. Eisenhower (1953–1961)      | Eisenhower     |
| [ 5 ]  |                                                                          | Frederick Mueller                                                        | Frederick Mueller (1893–1976)                                            | 30 juni 1959                 | 10 augustus 1959  | R               | Dwight D. Eisenhower (1953–1961)      | Eisenhower     |
| 14     | 30 juni 1959                                                             | Frederick Mueller                                                        | Frederick Mueller (1893–1976)                                            | 20 januari 1961              |                   | R               | Dwight D. Eisenhower (1953–1961)      | Eisenhower     |
| 15     |                                                                          | Luther Hodges                                                            | Luther Hodges (1898–1974)                                                | 20 januari 1961              | 15 januari 1965   | D               | John F. Kennedy (1961–1963)           | Kennedy        |
| 15     | Lyndon B. Johnson (1963–1969)                                            | Luther Hodges                                                            | Luther Hodges (1898–1974)                                                | 20 januari 1961              | 15 januari 1965   | D               | L.B. Johnson                          |                |
| 16     | Lyndon B. Johnson (1963–1969)                                            |                                                                          | John Connor                                                              | John Connor (1914–2000)      | 15 januari 1965   | 31 januari 1967 | L.B. Johnson                          | O              |
| 17     | Lyndon B. Johnson (1963–1969)                                            |                                                                          | Sandy Trowbridge                                                         | Sandy Trowbridge (1929–2006) | 31 januari 1967   | 1 maart 1968    | L.B. Johnson                          | D              |
| 18     | Lyndon B. Johnson (1963–1969)                                            |                                                                          | Cyrus Smith                                                              | Cyrus Smith (1899–1990)      | 1 maart 1968      | 20 januari 1969 | L.B. Johnson                          | D              |
| 19     |                                                                          | Maurice Stans                                                            | Maurice Stans (1908–1998)                                                | 20 januari 1969              | 15 februari 1972  | R               | Richard Nixon (1969–1974)             | Nixon          |
| Vacant |                                                                          |                                                                          |                                                                          |                              |                   |                 | Richard Nixon (1969–1974)             | Nixon          |
| 20     |                                                                          | Peter George Peterson                                                    | Peter George Peterson (1926–2018)                                        | 29 februari 1972             | 1 februari 1973   | R               | Richard Nixon (1969–1974)             | Nixon          |
| 21     |                                                                          | Frederick Dent                                                           | Frederick Dent (1922–2019)                                               | 1 februari 1973              | 26 maart 1975     | R               | Richard Nixon (1969–1974)             | Nixon          |
| 21     |                                                                          | Frederick Dent                                                           | Frederick Dent (1922–2019)                                               | 1 februari 1973              | 26 maart 1975     | R               | Gerald Ford (1974–1977)               | Ford           |
| Vacant |                                                                          |                                                                          |                                                                          |                              |                   |                 | Gerald Ford (1974–1977)               | Ford           |
| 22     |                                                                          | Rogers Morton                                                            | Rogers Morton (1914–1979)                                                | 30 april 1975                | 2 februari 1976   | R               | Gerald Ford (1974–1977)               | Ford           |
| 23     |                                                                          | Elliot Richardson                                                        | Elliot Richardson (1920–1999)                                            | 2 februari 1976              | 20 januari 1977   | R               | Gerald Ford (1974–1977)               | Ford           |
| 24     |                                                                          | Juanita Kreps                                                            | Juanita Kreps (1921–2010)                                                | 20 januari 1977              | 31 oktober 1979   | D               | Jimmy Carter (1977–1981)              | Carter         |
| [ 5 ]  |                                                                          |                                                                          | Luther Hodges (1936)                                                     | 31 oktober 1979              | 10 januari 1980   | D               | Jimmy Carter (1977–1981)              | Carter         |
| 25     |                                                                          | Philip Klutznick                                                         | Philip Klutznick (1907–1999)                                             | 10 januari 1980              | 20 januari 1981   | D               | Jimmy Carter (1977–1981)              | Carter         |
| 26     |                                                                          | Malcolm Baldridge                                                        | Malcolm Baldridge (1922–1987)                                            | 20 januari 1981              | 25 juli 1987      | R               | Ronald Reagan (1981–1989)             | Reagan         |
| [ 5 ]  |                                                                          | Bud Brown                                                                | Bud Brown (1927–2022)                                                    | 25 juli 1987                 | 19 oktober 1987   | R               | Ronald Reagan (1981–1989)             | Reagan         |
| 27     |                                                                          | William Verity                                                           | William Verity (1917–2007)                                               | 19 oktober 1987              | 30 januari 1989   | R               | Ronald Reagan (1981–1989)             | Reagan         |
| 27     |                                                                          | William Verity                                                           | William Verity (1917–2007)                                               | 19 oktober 1987              | 30 januari 1989   | R               | George H.W. Bush (1989–1993)          | G.H.W. Bush    |
| 28     |                                                                          | Robert Mosbacher                                                         | Robert Mosbacher (1927–2010)                                             | 30 januari 1989              | 15 januari 1992   | R               | George H.W. Bush (1989–1993)          | G.H.W. Bush    |
| [ 5 ]  |                                                                          |                                                                          | Rockwell Schnabel (1936)                                                 | 15 januari 1992              | 27 februari 1992  | R               | George H.W. Bush (1989–1993)          | G.H.W. Bush    |
| 29     |                                                                          | Barbara Franklin                                                         | Barbara Franklin (1940)                                                  | 27 februari 1992             | 20 januari 1993   | R               | George H.W. Bush (1989–1993)          | G.H.W. Bush    |
| 30     |                                                                          | Ron Brown                                                                | Ron Brown (1941–1996)                                                    | 20 januari 1993              | 3 april 1996      | D               | Bill Clinton (1993–2001)              | Clinton        |
| [ 5 ]  |                                                                          | Mary Good                                                                | Mary Good (1931–2019)                                                    | 3 april 1996                 | 12 april 1996     | O               | Bill Clinton (1993–2001)              | Clinton        |
| 31     |                                                                          | Mickey Kantor                                                            | Mickey Kantor (1939)                                                     | 12 april 1996                | 20 januari 1997   | D               | Bill Clinton (1993–2001)              | Clinton        |
| 32     |                                                                          | Bill Daley                                                               | Bill Daley (1948)                                                        | 20 januari 1997              | 18 juli 2000      | D               | Bill Clinton (1993–2001)              | Clinton        |
| [ 5 ]  |                                                                          | Robert Mallett                                                           | Robert Mallett (1957)                                                    | 18 juli 2000                 | 20 juli 2000      | D               | Bill Clinton (1993–2001)              | Clinton        |
| 33     |                                                                          | Norman Mineta                                                            | Norman Mineta (1931–2022)                                                | 20 juli 2000                 | 20 januari 2001   | D               | Bill Clinton (1993–2001)              | Clinton        |
| 34     |                                                                          | Donald Evans                                                             | Donald Evans (1946)                                                      | 20 januari 2001              | 7 februari 2005   | R               | George W. Bush (2001–2009)            | G.W. Bush      |
| 35     |                                                                          | Carlos Gutierrez                                                         | Carlos Gutierrez (1953)                                                  | 7 februari 2005              | 20 januari 2009   | R               | George W. Bush (2001–2009)            | G.W. Bush      |
| [ 5 ]  |                                                                          | Otto Wolff                                                               | Otto Wolff (1942)                                                        | 20 januari 2009              | 26 maart 2009     | R               | Barack Obama (2009–2017)              | Obama          |
| 36     |                                                                          | Gary Locke                                                               | Gary Locke (1950)                                                        | 26 maart 2009                | 1 augustus 2011   | D               | Barack Obama (2009–2017)              | Obama          |
| [ 5 ]  |                                                                          | Rebecca Blank                                                            | Rebecca Blank (1955–2023)                                                | 1 augustus 2011              | 21 oktober 2011   | D               | Barack Obama (2009–2017)              | Obama          |
| 37     |                                                                          | John Bryson                                                              | John Bryson (1943)                                                       | 21 oktober 2011              | 21 juni 2012      | D               | Barack Obama (2009–2017)              | Obama          |
| [ 5 ]  |                                                                          | Rebecca Blank                                                            | Rebecca Blank (1955–2023)                                                | 21 juni 2012                 | 1 juni 2013       | D               | Barack Obama (2009–2017)              | Obama          |
| [ 5 ]  |                                                                          | Cameron Kerry                                                            | Cameron Kerry (1950)                                                     | 1 juni 2013                  | 26 juni 2013      | D               | Barack Obama (2009–2017)              | Obama          |
| 38     |                                                                          | Penny Pritzker                                                           | Penny Pritzker (1959)                                                    | 26 juni 2013                 | 20 januari 2017   | D               | Barack Obama (2009–2017)              | Obama          |
| Vacant | Vacant                                                                   | Vacant                                                                   | Vacant                                                                   | Vacant                       | Vacant            | Vacant          | Donald Trump (2017–2021)              | Trump I        |
| 39     |                                                                          | Wilbur Ross                                                              | Wilbur Ross (1937)                                                       | 28 februari 2017             | 20 januari 2021   | R               | Donald Trump (2017–2021)              | Trump I        |
| [ 5 ]  |                                                                          | Wynn Coggins                                                             | Wynn Coggins (1968)                                                      | 20 januari 2021              | 3 maart 2021      | O               | Joe Biden (2021–2025)                 | Biden          |
| 40     |                                                                          | Gina Raimondo                                                            | Gina Raimondo (1971)                                                     | 3 maart 2021                 | 20 januari 2025   | D               | Joe Biden (2021–2025)                 | Biden          |
| [ 5 ]  |                                                                          | Jeremy Pelter                                                            | Jeremy Pelter                                                            | 20 januari 2025              | 21 februari 2025  | O               | Donald Trump (2025–heden)             | Trump II       |
| 41     |                                                                          | Howard Lutnick                                                           | Howard Lutnick (1961)                                                    | 21 februari 2025             | heden             | R               | Donald Trump (2025–heden)             | Trump II       |